# Affectio papalis
Unter affectio papalis (oder affectio papae von lat. affectio „Einwirkung“) versteht man das dem Papst zustehende Recht, neben den ihm von Rechts wegen ohnehin vorbehaltenen Angelegenheiten nach eigenem Ermessen weitere seiner Entscheidungsgewalt zu unterstellen.
Das Recht ergibt sich aus dem Jurisdiktionsprimat des Papstes, der in der Römisch-katholischen Kirche universal und unmittelbar verstanden wird (vgl. can. 331 CIC). Der Papst kann daher kraft Amtes sich oder einer von ihm bestimmten Autorität bestimmte Fälle vorbehalten, die ansonsten der ortsbischöflichen oder einer sonstigen Autorität (etwa einem Ordensoberen) zufallen würden (II. Vatikanisches Konzil: Dekret Christus Dominus Nr. 8a). Die Ausübung des Rechts schließt die Zuständigkeit der eigentlich Berechtigten aus.
Damit aber die Kirchenverfassung nicht ausgehöhlt wird, wird diese Vollmacht als subsidiäres Recht verstanden und so auf Fälle einer notwendigen Wahrnehmung der besonderen Aufsichtspflicht oder eines übergeordneten Interesses beschränkt. Heute ist die affectio papalis vor allem im Verwaltungs- und Prozessrecht (cann. 1405 § 1 Nr. 4, 1417 CIC) von Bedeutung.
Aus der affectio papalis ergibt sich die Berechtigung jedes Gläubigen, sich unmittelbar an den Papst zu wenden, als korrespondierendes Recht.